# Paroxystoglossa crossotos
Paroxystoglossa crossotos är en biart som först beskrevs av Joseph Vachal 1904.  Paroxystoglossa crossotos ingår i släktet Paroxystoglossa och familjen vägbin. Inga underarter finns listade i Catalogue of Life.